# Tommy Bolin
Thomas Richard 'Tommy' Bolin (1. srpna 1951 Sioux City, Iowa – 4. prosince 1976 Miami, Florida) byl americký rockový kytarista, známý účinkováním ve skupinách Zephyr (1969 až 1971), James Gang (1973 až 1974), Deep Purple (1975 až 1976) a také sólovou dráhou.
Začínal s místními skupinami v oblasti rodného Sioux City a poté se přesunul do města Boulder v Coloradu, kde hrál se skupinou American Standard. Pak se připojil ke skupině Ethereal Zephyr, pojmenované podle vlaku mezi Denverem a Chicagem; ta pak jméno zkrátila na Zephyr.
V roce 1976 zemřel v Miami na předávkování heroinem.